# Reshet 13 (Israel)
Canal 13 (en hebreo: 13 ערוץ), también conocido como Reshet 13 (en hebreo: 13 רשת), es un canal de televisión en abierto israelí operado por Reshet Media. Se lanzó el 1 de noviembre de 2017 como uno de los dos reemplazos del canal Canal 2.

## Historia
El Canal 2 de Israel fue operado por la Segunda Autoridad de Televisión y Radio, pero fue programado por dos compañías rotativas, Keshet Media Group y Reshet. Como parte de una serie más amplia de reformas al sistema de transmisión de Israel para aumentar la diversidad y la competencia, se cerró el Canal 2 y se otorgaron a ambos concesionarios sus propios canales independientes; Keshet 12 se lanzó oficialmente el 1 de noviembre de 2017, junto con Reshet 13. Los programas se dividieron entre los dos canales.
Israel Television News Company (ahora News 12) continuó brindando programas de noticias para ambos canales, con el boletín principal en horario estelar transmitido simultáneamente por ambos canales.
En junio de 2018, debido a problemas financieros causados por la división del Canal 2 en 2017, RGE (propietaria del Canal 10) presentó una fusión con Reshet. En octubre de 2018, Reshet anunció que la fusión se había cancelado. Desde entonces, los propietarios de Reshet reconsideraron la fusión y, tras una larga batalla con la Segunda Autoridad, la fusión fue aprobada, programada para el 16 de enero de 2019. La fusión provocó que ciertos programas que se mostraban anteriormente en el Canal 10 se trasladaran a Reshet 13.